# الظاهرية التحتا
الظاهرية التحتا هي إحدى القرى الفلسطينية التي دمرت بالكامل وطهرت عرقيا عام 1948، من قبل القوات الصهيونية في عملية سميت «يفتاح» على يد الكتيبة الأولى للبلماح (القوه الضاربه).

## موقع القرية
تقع القرية على منحدر يبعد 3 كيلومتر جنوب مدينة صفد، مواجهة جبل الجرمق. كانت القرية تقع في الحوض الذي يغذي الشطر الأعلى من وادي الليمون، وكانت تربطها عدة طرق بصفد.

## اسم القرية
يعتقد ان اسم القرية ينقسم لجزئين، الأول (الظاهرية) نسبه إلى الظاهر بيبرس السلطان المملوكي (1233-1277)، بيما الجزء الثاني (التحتى) فكان لتفريقها عن نظيرتها الظاهرية الفوقا، القرية المجاورة لها.

القرية قبل 1984
بلغ عدد سكان القرية عام 1922 212 نسمة، وفي عام 1931 كانوا 256 نسمة جميعهم مسلمين، 135 ذكور و121 اناث، لهم 53 بيتاً.
في سنة 1596، كانت الظاهرية التحتا قرية عدد سكانها 308 نسمات وكانت تؤدي الضرائب على عدد من عناصر الإنتاج والمستغلات، كأراضي الرعي وخلايا النحل والماعز ومعصرة كانت تستعمل لعصر الزيتون أو العنب.
كانت القرية مستطيلة الشكل ذات منازل متراصفة مبينية بالحجارة محاطة باشجار الزيتون والأراضي الزراعية.
كان معظم سكان القرية من المسلمين، وكان الطلاب فيها يتلقون التعليم في مدارس صفد.

## احتلال القرية
احتلت القرية في تاريخ 10 ايار 1948 بعد احتلال صفد في عمليه سميت «يفتاح» على يد الكتيبة الأولى للبلماح (القوة الضاربة) وتم تهجير 350 نسمة وتدمييرها بالكامل.
بحسب تقرير لجيش الدفاع العربي نقلاً عن قائد الإنقاذ العربي فوزي القاوقجي لأن القوات الصهيونية حاولت محاولة فاشلة في 5 أيار 1948 احتلال القرية، وبعد سقوط صفد هرب جزء كبير من سكان القرية.

## القرية اليوم
قد تم ابتلاع القرية بالكامل مع توسع مدينة صفد، ما بقي واضحاً من معالم القرية هو المقبرة ومقام الشيخ قويص.

## روابط خارجية
- الظاهرية التحتا ترحب بكم